# Воїслав Сигізмунд Григорович
Воїслав Сигізмунд Григорович (1870, Каунас - 25.02.1904, Санкт-Петербург) — гірничий інженер, винахідник бура великого діаметру для розвідувальних свердловин, один із піонерів алмазного буріння.

## З біографії
Навчався в Петербурзькому гірничому інституті і очолював там кафедру прикладної та гірничозаводської механіки. 
Винайшов ручний буровий інструмент.
У 1894-1897 роках працював професором будівельного мистецтва в Московському сільськогосподарському інституті. 
У 1888 році при геологічному комітеті заснував "Бюро досліджень ґрунтів", першій такій установі в Російській імперії. 
Винайшов верстати для алмазного буріння як свердловин, так і шпурів, особливий спосіб вставки алмазів у коронки. 
Вдосконалив конструкцію обертальних перфораторів, спочатку електричного, потім турбінного . 

## Наукові видання
Видання: "Догляд за паровими котлами і машинами" (Санкт-Петербург, 1898; 4-е видання, 1903), "Дослідження ґрунту і розвідки корисних копалин за допомогою ручного буріння" (5 видання, 1904), "Розвідки пластових родовищ корисних копалин за допомогою шурфування "(3-е видання, Санкт-Петербург, 1899)," Лекції з прикладної механіки, "Розрахунок і побудова частин машин і передавальних механізмів" (1885) і ін. 